# Madridi Gyűlés
A Madridi Gyűlés, Madrid autonóm közösség egykamarás, regionális parlamentje. Működése az 1983-as Madridi Autonómia Charta jóváhagyása után kezdődött meg.

## Választási rendszer
A Gyűlés tagjait négyévente választják a regionális választásokon, az önkormányzati választásokon egy napon. Az a képviselő lesz házelnök, aki a képviselői szavazatok egyszerű többségét szerzi meg. Madrid autonóm közösséget egy választókerületre osztották fel, ahol arányos képviseleti szavazás van és D'Hondt-módszer szerint osztják ki a mandátumokat. Ezzel a Madridi Gyűlés a világ legnagyobb olyan parlamentje, amelynek tagjait csak egy választókerületben lehet megszavazni. Ennek nyomán tett javaslatot 2007-ben a néppárti Esperanza Aguirre Madrid akkori regionális elnöke, hogy 12 választókerületre osszák fel a régiót, amikben egyenként 9-15 mandátumot lehet megválasztani. A javaslatot az ellenzéki pártok leszavazták, mert álláspontjuk szerint ez a reform az épp hatalmon levő pártnak hozott volna több szavazatot.
Azok a pártok tudnak frakciót alakítani, amik legalább 5 mandátumot szereztek a Gyűlésben. Azok, akik kevesebb mandátumot érnek el, bekerülnek a "vegyes frakcióba". A bejutási küszöb 5%-os.  

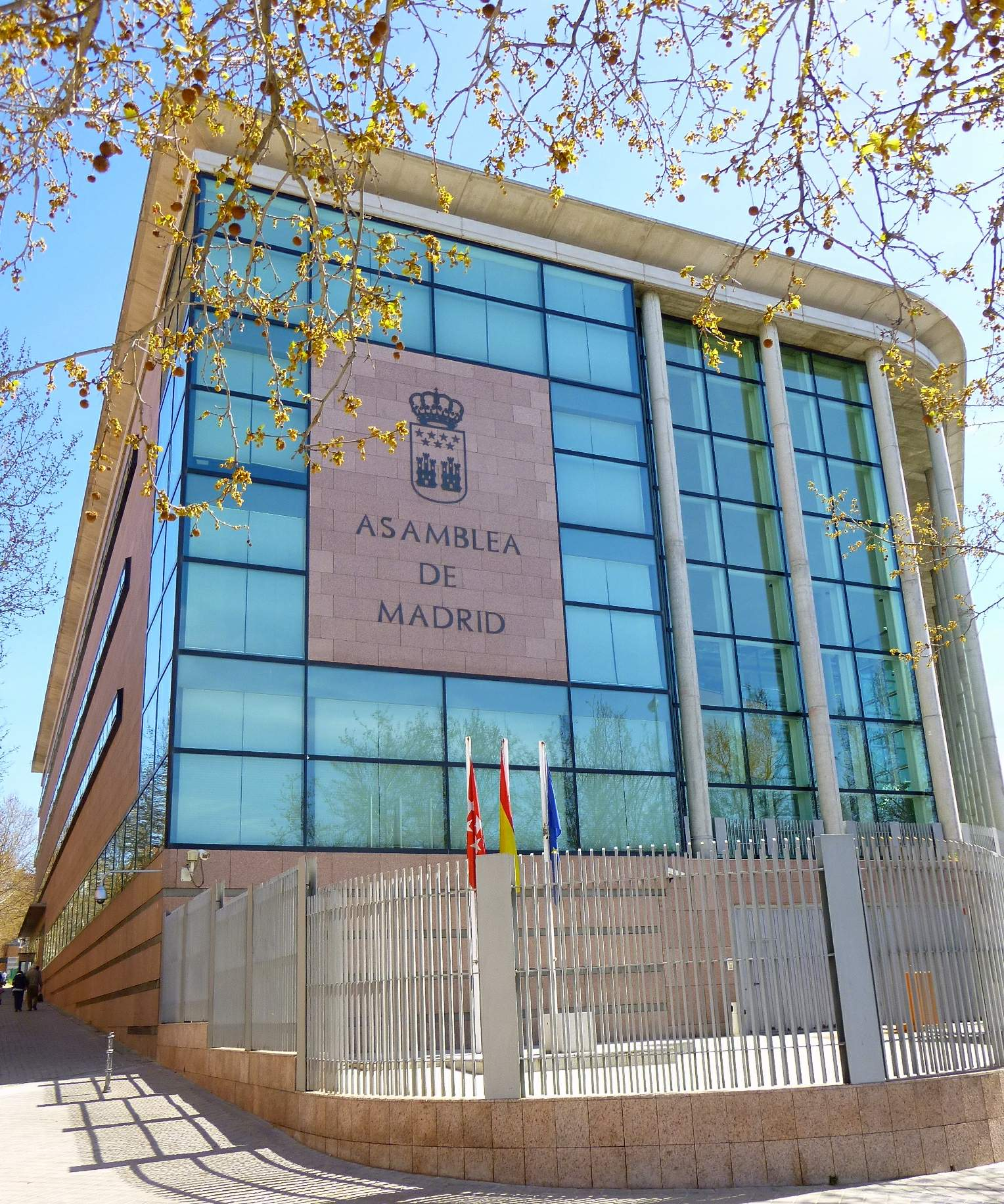
Madridi Gyűlés székháza

## Vezetése
| Pozíció          | Név                               | Párt neve     |
| ---------------- | --------------------------------- | ------------- |
| Házelnök         | María Eugenia Carballedo Berlanga | Néppárt       |
| Első alelnök     | Jorge Rodrigo Domínguez           | Néppárt       |
| Második alelnök  | Ignacio Arias Moreno              | VOX           |
| Harmadik alelnök | Esther Rodríguez Moreno           | Több Madridot |
| Első titkár      | José María Arribas del Barrio     | Néppárt       |
| Második titkár   | Diego Cruz Torrijos               | PSOE          |
| Harmadik titkár  | Francisco Galeote Perea           | Néppárt       |